# 润雅乡
润雅乡，是中华人民共和国湖南省湘西土家族苗族自治州永顺县下辖的一个乡镇级行政单位。

## 行政区划
润雅乡下辖以下地区：
凤鸣村、署科村、麻阳村、柯溪村、五官村、润雅村和七角村。